# آبراکادابرا

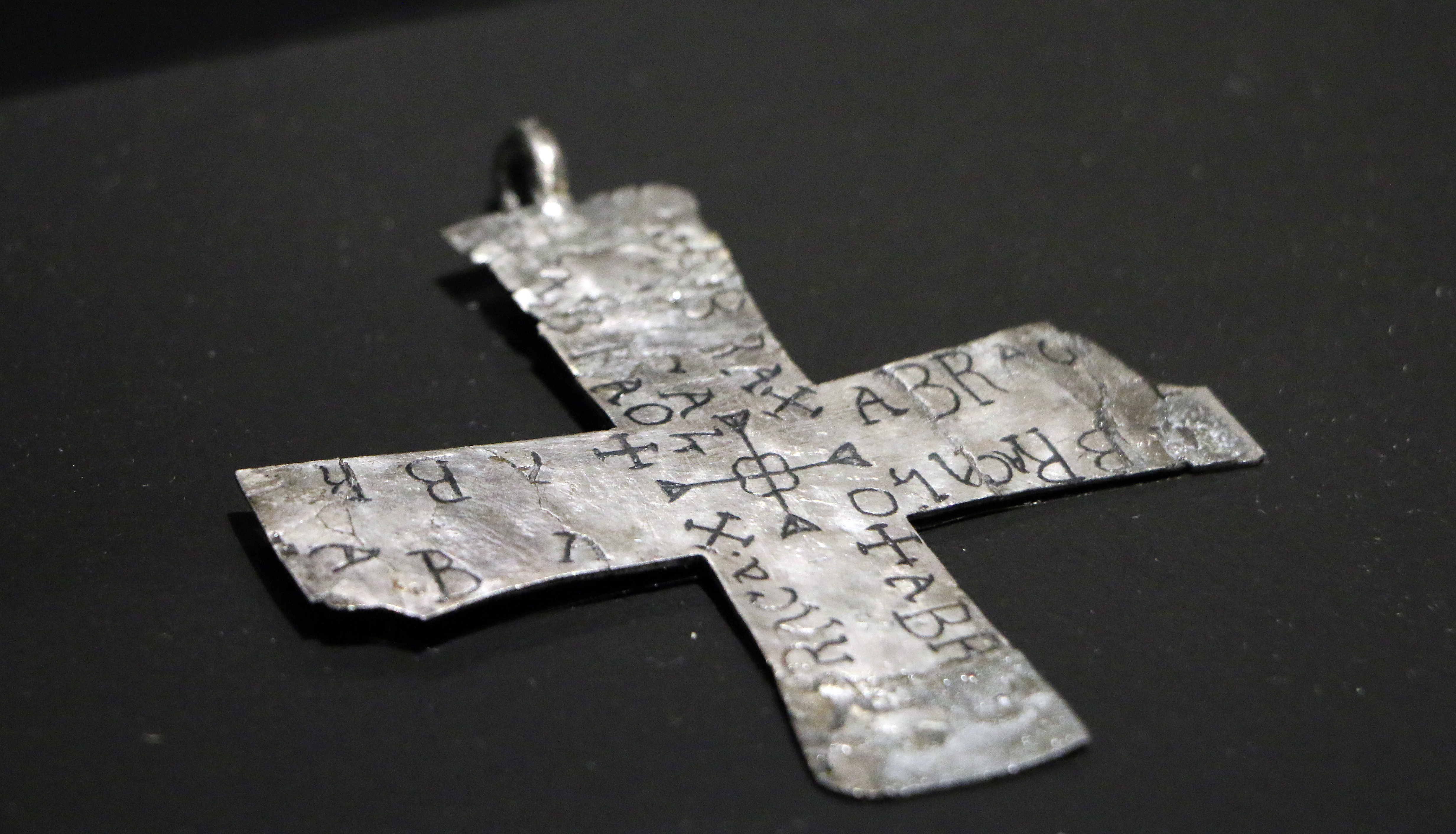
طلسم نقره‌ای متعلق به قرن ششم یا هفتم میلادی با کلماتی شبیه به آبراکادابرا

abracadabra با تلفظ و نویسه‌گردانی آبراکادابرا یا اَبراکادابرا در فارسی، یک واژه جادویی است که از لحاظ تاریخی به عنوان یک لغت سحرآمیز در تعویذ یا طلسم استفاده می‌شود و امروزه در تردستی (جادوی صحنه) رایج است.

## ریشه لغوی
آبراکادابرا منشأ ناشناخته‌ای دارد و طبق فرهنگ انگلیسی آکسفورد، اولین رخداد شناخته‌شده آن در آثار قرن دوم Serenus Sammonicus است. چندین ریشه‌شناسی عامیانه با این کلمه مرتبط است: از عباراتی در زبان عبری که به معنای «من همان‌طور که صحبت می‌کنم خلق خواهم کرد»، یا زبان آرامی «من مانند کلمه می‌آفرینم» (אברא כדברא)، تا ریشه‌شناسی‌های عامیانه است. که به کلمات مشابه در لاتین و یونانی مانند abraxas یا به شباهت آن به چهار حرف اول الفبای یونانی (alpha-beta-gamma-delta یا ΑΒΓΔ) اشاره دارد. به گفته OED Online، «هیچ سندی برای حمایت از هر یک از حدس‌های مختلف یافت نشده‌است.»

## تاریخچه

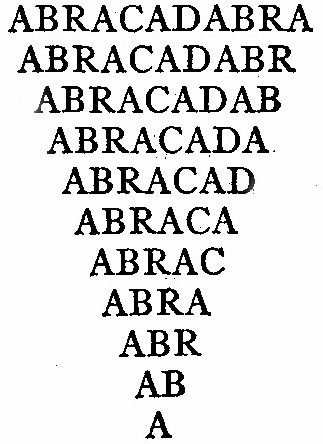
آبراکدبرا به شکل این مثلث که در دانشنامه بریتانیکا نشان داده‌شده، نوشته شده‌است

اولین ذکر شناخته‌شده از این کلمه در قرن دوم پس از میلاد در کتابی به نام Liber Medicinalis (گاهی اوقات به عنوان De Medicina Praecepta Saluberrima شناخته می‌شود) توسط سرنوس سامونیکوس، پزشک امپراتور روم کاراکالا، که در فصل ۵۲ تجویز کرد که مبتلایان به مالاریا یک طلسم بپوشند که حاوی کلمه آبراکادابرا است که به شکل مثلث نوشته شده‌است.
او ادعا کرد که قدرت طلسم باعث از بین رفتن بیماری‌های کشنده می‌شود. امپراتوران روم دیگر، از جمله گتا و الکساندر سوروس، پیرو آموزه‌های پزشکی سرنوس سامونیکوس بودند و ممکن است از این طلسم نیز استفاده کرده باشند.
این لغت به عنوان یک فرمول جادویی توسط گنوستیک‌های فرقه باسیلید در فراخوانی کمک ارواح نیکوکار در برابر بیماری و بدبختی استفاده شد. روی سنگ‌های آبراکساس که به‌عنوان طلسم می‌پوشیدند، یافت می‌شود. پس از آن، استفاده از آن فراتر از گنوستیک‌ها گسترش یافت.
وزیر پیوریتن Increase Mather این کلمه را رد کرد و آن را فاقد قدرت دانست. دنیل دفو همچنین در مورد لندنی‌هایی که برای دفع بیماری در طول طاعون بزرگ لندن این کلمه را در درب خانه‌های خود ارسال کردند، نوشت.
دین تلما کلمه «آبراهادابرا» را هجی می‌کند و آن را فرمول جادویی ایون کنونی می‌داند. بنیانگذار دین، آلیستر کراولی، در مقاله‌اش جماتریا توضیح می‌دهد که کلمه (و املای خود) را با روش‌های قابالیستی کشف کرده‌است. کلمه «ابراهادابرا» نیز مکرراً در فراخوانی هوروس در سال ۱۹۰۴ که منجر به تأسیس Thelema شد، ظاهر می‌شود. (اعتدال I، شماره ۷. ۱۹۱۲)
آبراکادابرا در حال حاضر بیشتر به عنوان یک کلمه جادویی در اجرای جادوی صحنه استفاده می‌شود. این کلمه یکی از مجموعه محدودی از کلمات است که می‌توان آن را با استفاده از سمت چپ صفحه کلید QWERTY به‌طور کامل تایپ کرد.